# Der Ball der 41
Der Ball der 41 (Originaltitel El baile de los 41) ist ein Historiendrama von David Pablos, das im Mai 2021 weltweit in das Programm von Netflix aufgenommen wurde. Im Rahmen der Verleihung des Premio Ariel 2021 wurde der Film in vier Kategorien ausgezeichnet, unter anderem Alfonso Herrera als bester Schauspieler, und erhielt in sechs weiteren Kategorien Nominierungen.

## Handlung

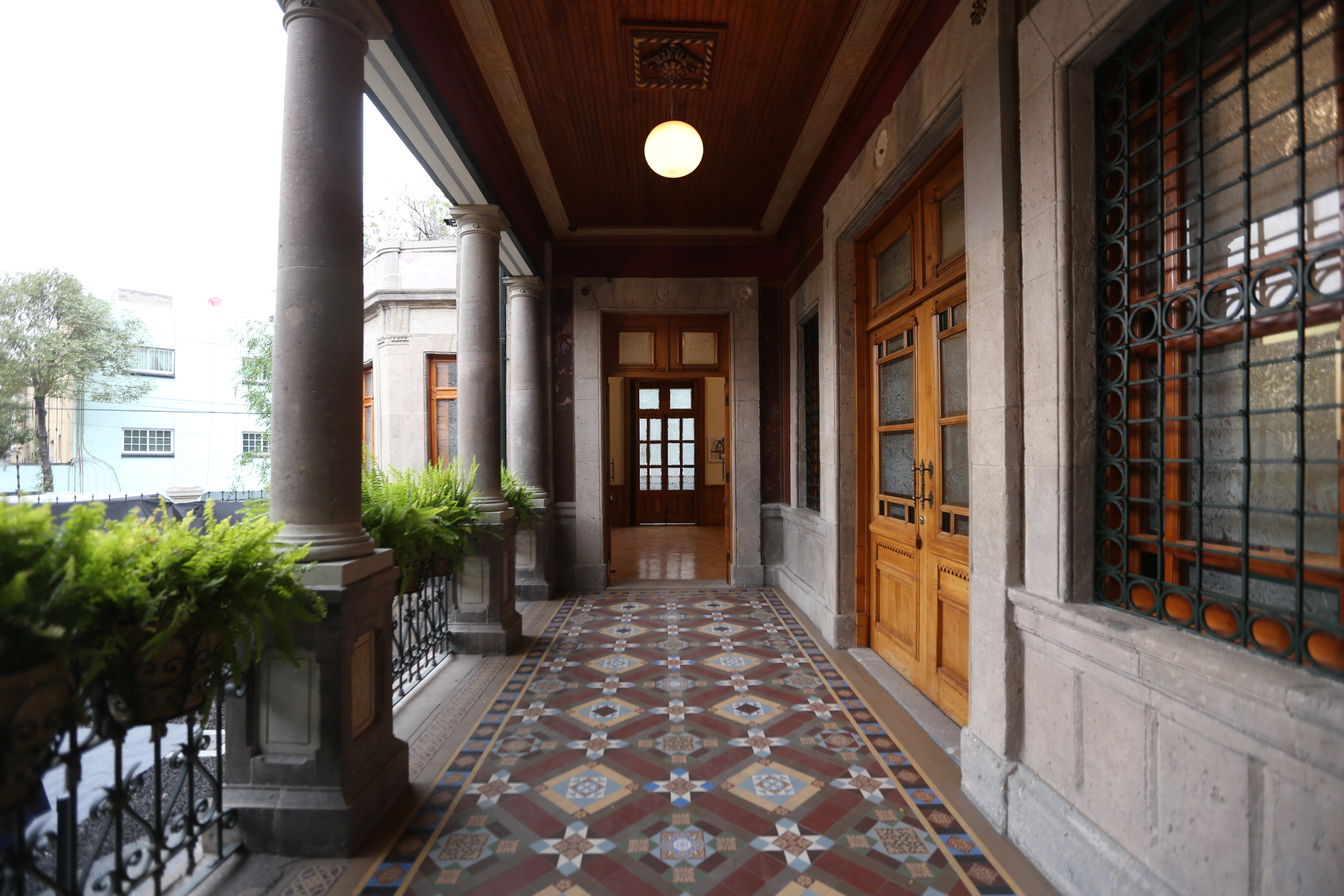
Dem Haus, in dem Ignacio und Amada leben, diente die Casa Rivas Mercado als Kulisse

Der mexikanische Kongressabgeordnete Ignacio de la Torre führt, nachdem er die Tochter des mexikanischen Präsidenten Porfirio Díaz geheiratet hat, Ende des 19. Jahrhunderts ein Doppelleben. Er verkehrt in einem geheimen Club für schwule Männer aus der Oberschicht.
Als es eines Tages im November 1901 zu einer Razzia in Mexiko-Stadt kommt, bei der die Polizei auf eine Gruppe von Männern stößt, die teilweise Frauenkleidung tragen, ist die Presse sehr daran interessiert, über den Vorfall zu berichten. Trotz der Bemühungen der Regierung, den Vorfall zu vertuschen, sorgen die Berichte für einen Skandal in der mexikanischen Gesellschaft.

## Produktion
„Ich denke, der einzige Weg, um zu verstehen, wer wir als Gesellschaft sind, besteht darin, in die Vergangenheit einzutauchen.“

Regie führte David Pablos. Das Drehbuch schrieb Monika Revilla. Die Filmmusik komponierten Carlo Ayhllon und Andrea Balency-Béarn.
Alfonso Herrera spielt in der Hauptrolle Ignacio de la Torre. Mabel Cadena spielt seine Ehefrau Amada, Fernando Becerril deren Vater und Ignacios Schwiegervater Porfirio Díaz. Emiliano Zurita spielt Evaristo Rivas, mit dem Ignacio eine geheime Beziehung führt.
Die Dreharbeiten fanden im Museo Nacional de Arte MUNAL in Mexiko-Stadt und in der Casa Rivas Mercado statt, die dem Wohnhaus von Ignacio und Amada als Kulisse diente. Als Kamerafrau fungierte Carolina Costa.
Ab 19. November 2020 erfolgten erste Vorstellungen des Films in Mexiko. Im April 2021 wurde der Film beim San Francisco International Film Festival vorgestellt. Am 12. Mai 2021 wurde der Film weltweit in das Programm von Netflix aufgenommen.

## Rezeption

### Kritiken
Insgesamt fielen die Kritiken gemischt aus. 62 Prozent der bei Rotten Tomatoes gesammelten Kritiken fielen positiv aus. Die durchschnittliche Bewertung liegt bei 6,8/10.
Michael Kienzl vom Filmdienst schreibt, trotz der Fabulierlust des Films spiele das Faktische eine nicht unwesentliche Rolle. Warum aus Der Ball der 41 aber kein staatstragendes Historienkino geworden sei, sondern ein sinnlich zerstreuter Film, habe auch viel mit Carolina Costas Kamera zu tun.

### Auszeichnungen
Premio Ariel 2021

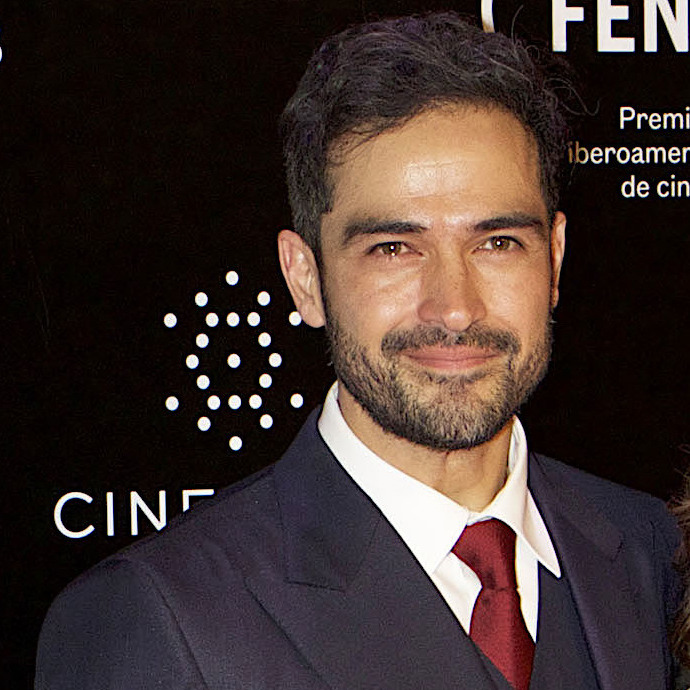
Alfonso Herrera spielt in der Hauptrolle Ignacio de la Torre

- Auszeichnung als Bester Schauspieler (Alfonso Herrera)
- Auszeichnung in der Kategorie Art Direction
- Auszeichnung für die Besten Kostüme
- Auszeichnung füd das Beste Make-up
- Nominierung als Bester Film
- Nominierung für die Beste Kamera (Carolina Costa)
- Nominierung für die Beste Filmmusik (Carlo Ayhllon und Andrea Balency-Béarn)
- Nominierung für die Besten Spezialeffekte (Ricardo Arvizu)
- Nominierung für die Besten visuellen Effekte (Alma Cebrián und John Castro Macías)
- Nominierung als Bester Nebendarsteller (Emiliano Zurita)[6][7]

San Sebastián International Film Festival 2021
- Nominierung als Bester lateinamerikanischer Film (David Pablos)